# Ordre de l'Aigle blanc
Pour les articles homonymes, voir Ordre de l'Aigle blanc (homonymie) et Ordre de l'Aigle.
L’ordre de l’Aigle blanc (en polonais : Order Orła Białego) est la plus haute distinction polonaise, créée le 1er novembre 1705 par Auguste II le Fort, roi de Pologne et électeur de Saxe.

## Histoire
Après 1815, le tsar Alexandre Ier, devenu roi de la « Pologne du Congrès », en devient le grand maître et l'ordre est intégré en 1831 dans la liste des décorations russes. Il existe ainsi jusqu'à la fin du tsarisme en 1917.
Le 4 février 1921, la diète polonaise le recrée comme ordre suprême de la deuxième république de Pologne, décerné avec parcimonie aux plus hauts dignitaires civils et religieux et à des personnalités étrangères de très haut rang.
Après la Seconde Guerre mondiale, les autorités de la république populaire de Pologne le mettent en sommeil mais le gouvernement en exil (à Londres) le donne à quelques personnalités.
Il reçoit un nouveau cadre juridique par une loi du 16 octobre 1992 lui conservant le caractère d'un ordre suprême aux rares récipiendaires, qu'ils soient polonais (politiques, intellectuels, artistes, archevêques, etc.) ou étrangers (chefs d'État ou de gouvernement). La liste est disponible sur pl:Order Orła Białego.
Le 25 novembre 2019, plusieurs bijoux de l'ordre de l'Aigle blanc sont dérobés au musée Grünes Gewölbe au cours du cambriolage de la voûte verte de Dresde.